# Niklas Süle
Niklas Süle (n. 3 septembrie 1995, Frankfurt am Main, Germania) este un fotbalist german care evoluează pe postul de fundaș central la Borussia Dortmund din Bundesliga germană.